# Ка Тринкет (Венеција)
Ка Тринкет (итал. Ca' Trinchet) је насеље у Италији у округу Венеција, региону Венето.
Према процени из 2011. у насељу је живело 341 становника. Насеље се налази на надморској висини од -2 м.